# Sala Roosevelt

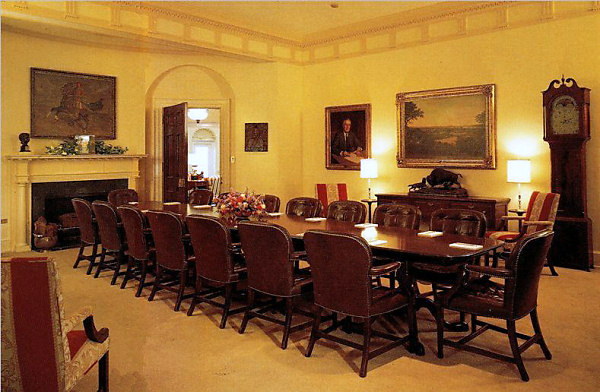
A Sala Roosevelt na Ala Oeste da Casa Branca durante a administração Clinton.

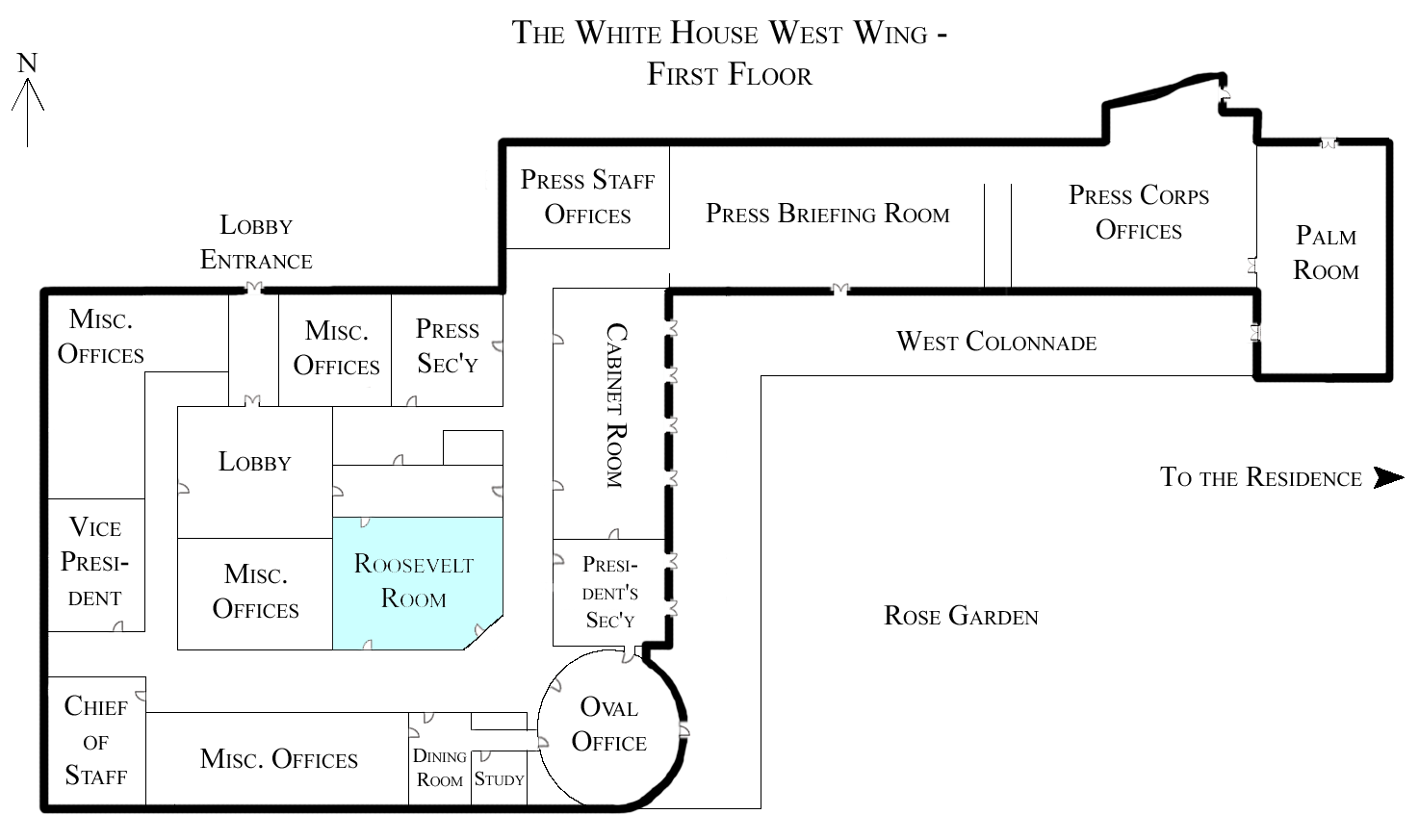
Localização da Sala Roosevelt na Ala Oeste

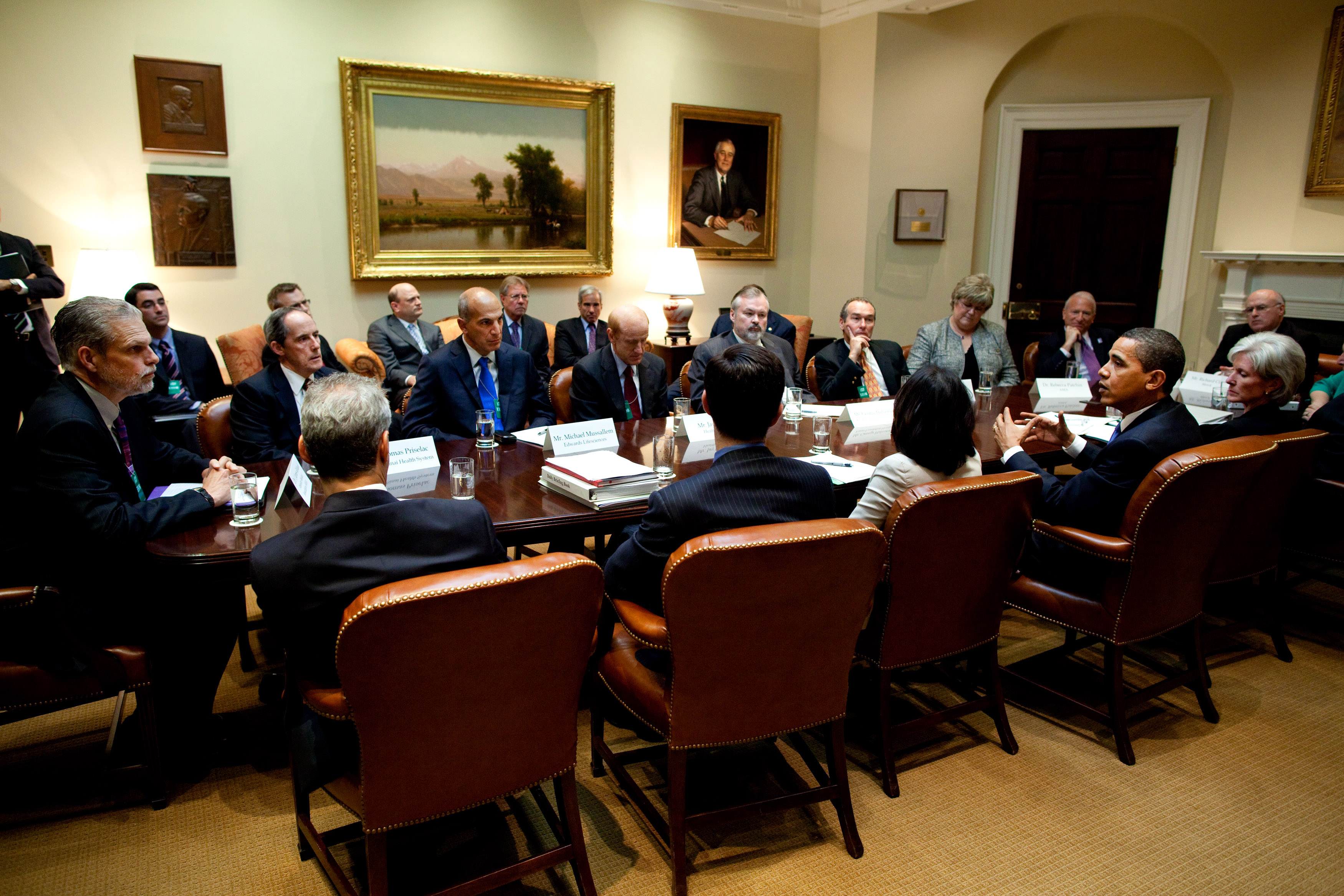
Reunião da administração Obama na Sala Roosevelt

A Sala Roosevelt (em inglês:  Roosevelt Room) é uma sala de reuniões localizada na Ala Oeste da Casa Branca, residência e principal local de trabalho do presidente dos Estados Unidos. Localizada no centro da ala, perto do Salão Oval, leva o nome de dois presidentes dos Estados Unidos, Theodore Roosevelt e Franklin D. Roosevelt, que contribuíram para o projeto da ala.

## Construção e modificações
Theodore Roosevelt contratou o arquiteto Charles Follen McKim do escritório de arquitetura McKim, Mead & White para reorganizar o layout e o uso da Casa Branca. Isso incluiu a construção da Ala Oeste em 1902 e a transferência de escritórios executivos para fora da Casa Branca central. A estrutura original, parte da qual ainda existe na atual Ala Oeste, foi originalmente concebida para ser temporária. Com algumas modificações de William Howard Taft, a Ala Oeste permaneceu praticamente inalterada até um incêndio em 24 de dezembro de 1929, durante a administração de Herbert Hoover. Devido à recente quebra do mercado de ações, Hoover optou apenas por reparar em vez de expandir. Em 1933, no início da administração de Franklin Roosevelt, o novo presidente iniciou uma série de reuniões com o arquiteto Eric Gugler para ampliar e modificar a Ala Oeste. Roosevelt mudou o Salão Oval de Taft, centralizado no lado sul da ala, para sua localização atual no canto sudeste adjacente ao Rose Garden. Isso tornou a mudança de ida e volta da Residência Executiva para o Salão Oval mais rápida e permitiu mais privacidade, ambas preocupações devido à paralisia de Roosevelt.

## Decorações
A atual Sala Roosevelt está localizada onde ficava o primeiro escritório da Ala Oeste de Theodore Roosevelt. Quando FDR reconstruiu a Ala Oeste, ele usou a sala atual para reuniões de equipe e reuniões maiores com membros do Congresso. Franklin Roosevelt mantinha um aquário e pendurava vários peixes montados na sala, e a sala ficou conhecida como Sala dos Peixes. O presidente Kennedy continuou o nome do peixe e pendurou um grande veleiro montado na parede. Em 1969, o presidente Nixon deu à sala o nome atual, Sala Roosevelt, para homenagear Theodore Roosevelt, que primeiro construiu a Ala Oeste, e FDR, que a expandiu.
A parede leste da sala é um semicírculo, com uma lareira centralizada e portas de cada lado. Placas de baixo-relevo de bronze fundido com retratos de perfil de Theodore Roosevelt, de James Earle Fraser, e de FDR, de John DeStefano, penduradas na parede sul até serem removidas durante uma reforma durante o segundo mandato do presidente George W. Bush. A sala não tem janelas e é iluminada por uma claraboia falsa. Uma grande mesa de conferência com capacidade para no máximo 16 pessoas está localizada no centro. A sala é pintada em cor bege com detalhes em branco. Uma moldura tríglifo, semelhante à encontrada no Independence Hall, circunda a sala. Os móveis são, em sua maioria, reproduções do século XX de móveis de estilo Chippendale e Rainha Ana.
Tradicionalmente, pinturas de ambos os presidentes Roosevelt ficam penduradas na sala. Mesmo antes da nomeação formal da Sala Roosevelt pelo presidente Nixon, existia uma tradição de administrações democratas pendurando o retrato de FDR de Alfred Jonniaux sobre a lareira, com o retrato equestre de Theodore Roosevelt, Tade Stykam, intitulado Rough Rider pendurado na parede sul. As administrações republicanas, por sua vez, pendurariam a pintura de Teddy Roosevelt acima da lareira e moveriam o retrato de FDR para a parede sul. Bill Clinton decidiu manter o retrato de Teddy Roosevelt em formato paisagem acima da lareira e o retrato de FDR na parede sul.

## Uso atual
A Sala Roosevelt continua a ser usada para reuniões de pessoal e é cada vez mais utilizada para anunciar a indicação ou nomeação de novos membros do pessoal. A sala também é utilizada como sala de preparação por grandes delegações que se reúnem com o presidente antes de entrar no Salão Oval.